# Kupino
Kupino (in lingua russa: Купино) è una città situata nell'Oblast' di Novosibirsk, in Russia, nella Siberia meridionale, a 581 chilometri a ovest dalla capitale del territorio, Novosibirsk, e a pochi chilometri a sud dalla cittadina di Čany; venne fondata con il nome attuale nel 1886 e ricevette lo status di città nel 1944. La città è il capoluogo del distretto di Kupinskij (in lingua russa Kyпинский Район, letteralmente Kupinskij Rajon).

## Geografia fisica

### Clima
Kupino è soggetta al clima continentale.